# Bernardini Scapitta
Giacomo Bernardini (Bernardino) Scapitta, var en italiensk glaskonstnär och äventyrare verksam i Sverige under senare hälften av 1600-talet.
Scapitta dök upp i Stockholm under det falska namnet Markis Guagnini 1675. Han stammade från Casale Monferrato i norra Italien och var förordnad av Hieronimus Mirolicis, biskop i Casale, att predika och övertala folk att ansluta sig till den katolska läran. Under resan till Sverige passerade han bland annat Frankrike, Nederländerna och England där han predikade och försökte övertala folket att ansluta sig till katolicismen. I Amsterdam hade han verkat som själasörjare och glasarbetare hos hyttägaren Nicolas Stua. Väl i Stockholm lanserade han tanken att etablera ett stort glasbruk där han lovade att med inhemskt material producera kristall-, fönster och dricksglas. Genom överståthållaren Claes Rålamb försågs han med medel för att bygga en provugn där han tillsammans med medhjälparen Jean Guillaume Reinier och apotekargesällen Johan Frise utförde en provsmälta som utföll till belåtenhet. Ett bolag bildades där Karl XI var en lottägare tillsammans med 12 av landets främsta män. En glasugn byggdes i närheten av Klara kyrka 1676 och 1678 beviljades Scapitta att på egen hand driva ett spegelmakeri. Hans bristande hantverksskicklighet och oförmåga att sköta bolagets finanser gjorde att han senare under 1678 flydde till England med bolagets kassa på 5000 riksdaler. Efter en tid i England reste han 1680 till Kassel i Tyskland där han arbetade med framställning av venetianskt kristallglas.

## Fotnoter
1. ↑  “Glasbruket anlades 1676, först wester om Clara kyrka, af 12 delegare, som derå erhöllo privilegier. Anledningen dertill gaf en Italienare, som hitkom från Dantzig 1675 och kallade sig Giacomo Guagnini, men hette rätteligen Bernhardini Scapitta, en tiggaremunk och bedragare, som smög sig åter hemligen utur riket, sedan han narrat åt sig af interessenterna 5000 rd.” (Ur Stockholms Stads Historia från stadens anläggning till närwarande tid, utgiven av Nils Lundequist på Zacharias Hæggströms förlag 1828)